# 産業革命
産業革命（さんぎょうかくめい、英: industrial revolution）は、18世紀半ばから19世紀にかけて起こった一連の産業の変革と石炭利用によるエネルギー革命、それにともなう社会構造の変革のことである。1733年から1840年付近までの第一次産業革命と、それ以降の第二次産業革命に大別することも可能である。

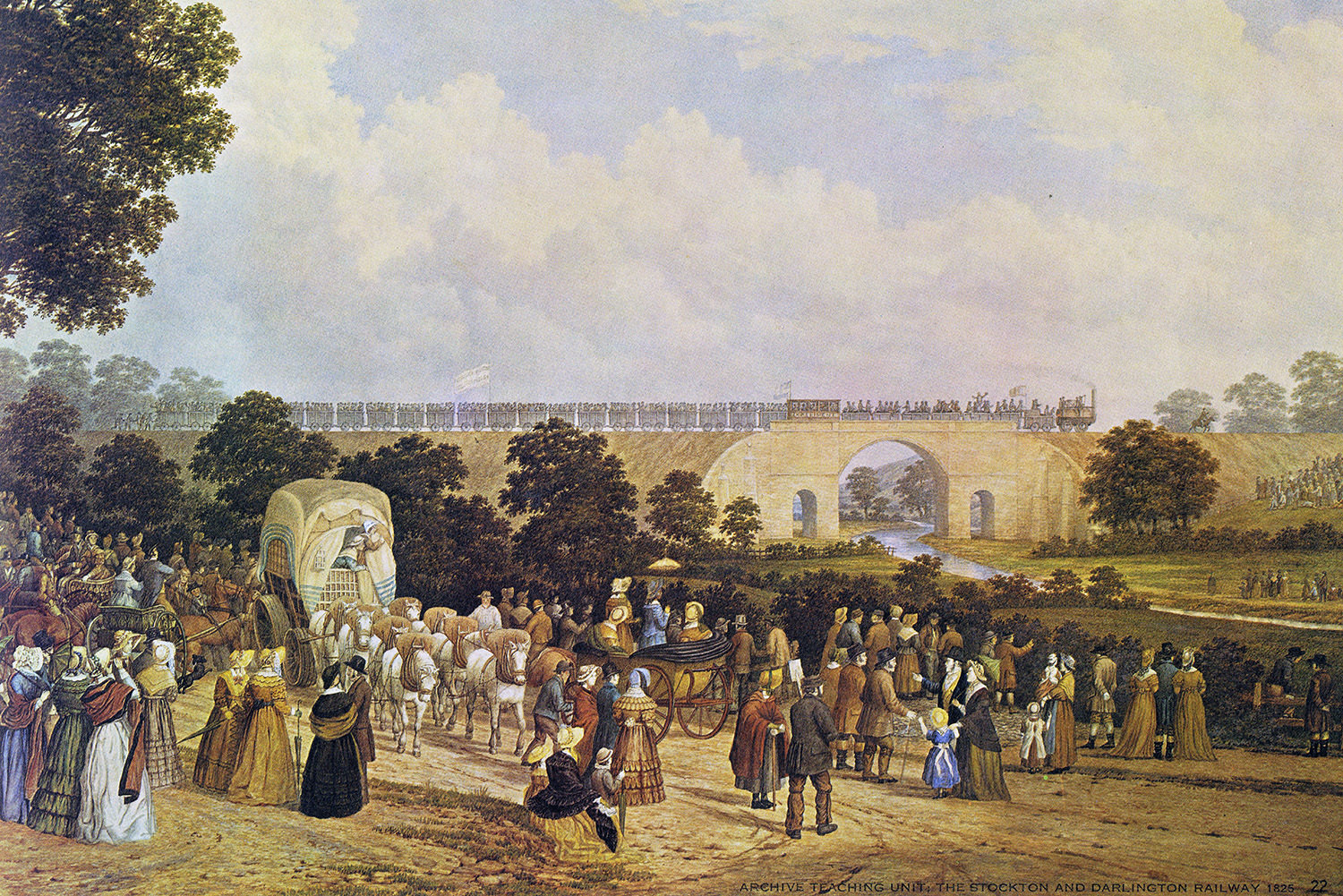
産業革命の象徴にもなった、世界最初の鉄道である、ダラム州のストックトン・アンド・ダーリントン鉄道の開業、1825年

産業革命において特に重要な変革とみなされるものには、綿織物の生産過程におけるさまざまな技術革新、製鉄業の成長、そしてなによりも蒸気機関の開発による動力源の刷新が挙げられる。これによって工場制機械工業が成立し、また蒸気機関の交通機関への応用によって蒸気船や鉄道が発明されたことにより交通革命が起こったことも重要である。
経済史において、それまで安定していた1人あたりのGDP（国内総生産）が産業革命以降増加を始めたことから、経済成長は資本主義経済の中で始まったともいえ、産業革命は市民革命とともに近代の幕開けを告げる出来事であったとされる。また産業革命を「工業化」という見方をすることもあり、それを踏まえて工業革命とも訳される。ただしイギリスの事例については、従来の社会的変化に加え、最初の工業化であることと世界史的な意義がある点を踏まえ、一般に「産業革命」という用語が用いられている。

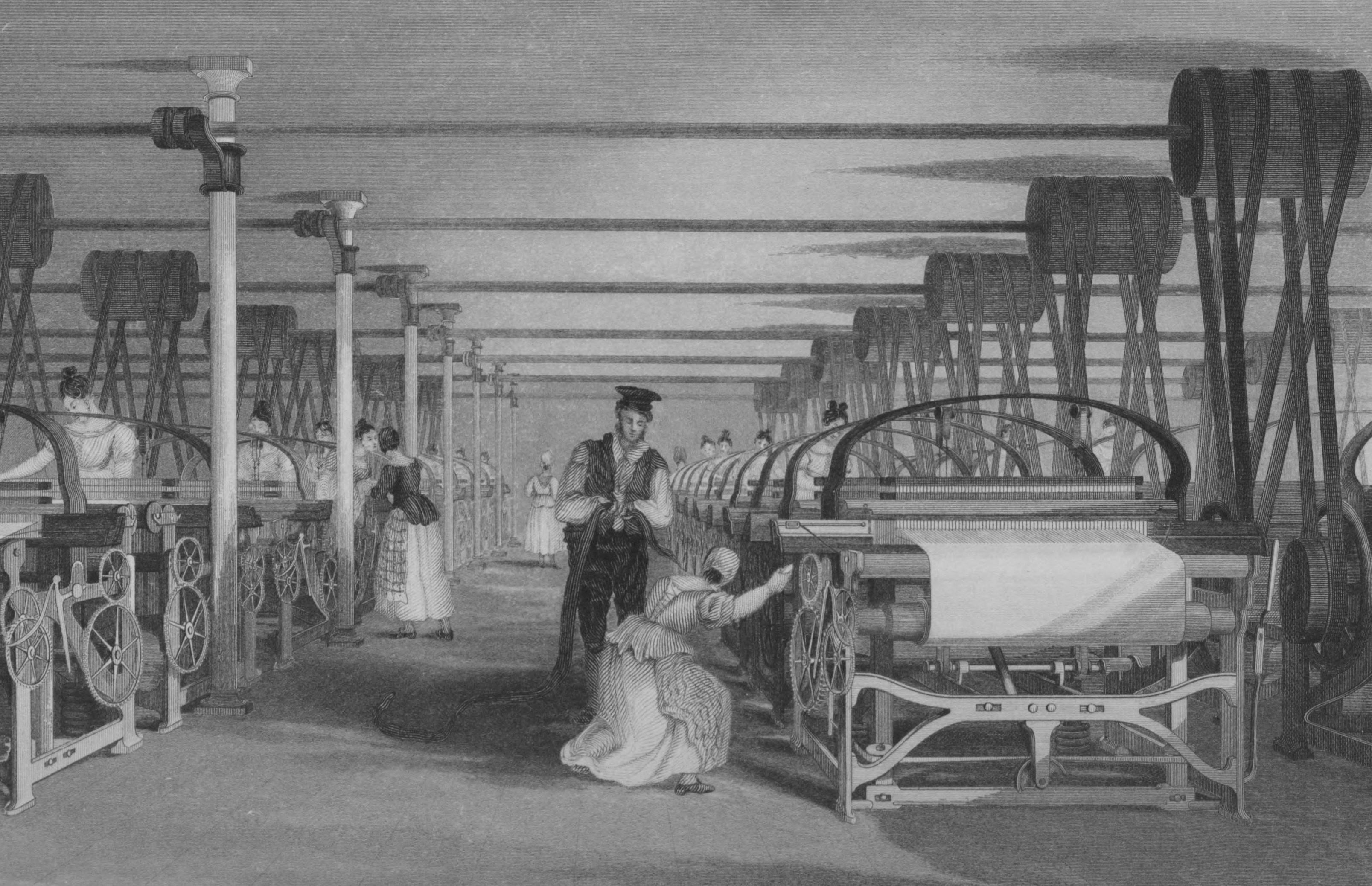
力織機（1835年）

## 概要
「産業革命」という言葉が初めて使われたのは1837年、経済学者のジェローム＝アドルフ・ブランキによるものからである。
イギリスで世界最初の産業革命が始まった要因として、原料供給地および市場として植民地が大きく存在した事、清教徒革命・名誉革命による社会・経済的な環境整備、蓄積された資本ないし資金調達が容易な環境、フランスにもこれらの条件は備わっていたものの、両者の違いは植民地の有無である。
イギリス産業革命は1760年代に始まるとされる。七年戦争が終結し、1763年のパリ条約において、アメリカ、インドにおけるイギリスのフランスに対する優位が決定づけられた。植民地自体は以前から存在していたため、1763年の時点でイギリスが市場・原料供給地を得たというよりも、フランスが産業革命の先陣を切るために必要な市場・原料供給地を失ったというべきであろう。いずれにせよ、イギリスはライバルであるフランスに先んじて産業革命を開始し、フランスに限らず一体化しつつあった地球上のすべての国々に対して有利な位置を占めることとなった。言い換えるならば、七年戦争の勝利によってイギリスは世界システム論における覇権国家の地位を決定づけたのである。
イギリスの産業革命は1760年代から1830年代までという比較的長い期間にわたって漸進的に進行した。またイギリスに限らず西ヨーロッパ地域では「産業革命」に先行してプロト工業化と呼ばれる技術革新が存在した。そのため、そもそも「産業革命」のような長期的かつ緩慢で、唯一でもない進歩が「革命」と呼ぶに値するかという議論もある。
初期の軽工業中心のころを「第一次産業革命」、電気・石油による重化学工業への移行後を「第二次産業革命」、原子力エネルギーを利用する現代を「第三次産業革命」と呼ぶ立場があるが、このような技術形態に重きを置く産業革命の理解からは、「産業革命不在説」に対する有力な反論は出にくい。そのため、現在では産業の変化とそれにともなう社会の変化については、「革命」というほど急激な変化ではないという観点から、「工業化」という言葉で表されることが多い。ただし、イギリスの事例については依然として「産業革命」という言葉も使われている。
イギリスについて目を向ければ、労働者階級の成立、中流階級の成長、および地主貴族階級の成熟による三階級構造の確立や消費社会の定着など、1760年代から1830年代という「産業革命期」を挟んで大きな社会的変化を見出すことができる。また世界史に目を向ければ、最初の工業化であるイギリス産業革命を期に、奴隷貿易を含む貿易の拡大や、国際分業体制の確立といった地球規模での大変化がある。
この世界規模での影響（性の側面も含めて）は、先行するプロト工業化などではなかったものである。そのため、産業革命は単なる技術上の変化としてではなく、また一国単位の出来事としてでもなく、より広い見地から理解される必要がある。

## 前提条件

### 毛織物工業と資本
産業革命に先行して、イギリスでは新毛織物と呼ばれる薄手のウール製品の製造が盛んであった。もともとイギリスでは中世末期から毛織物が盛んで、フランドルなどに比較的厚手の半完成品を輸出していた。この種の毛織物は新毛織物に対して、旧毛織物と呼ばれる。
その後、毛織物の主流は新毛織物へと変わり、当初イギリスはフランスやネーデルラント17州などから新毛織物を輸入していたが、宗教改革後のスペインとの関係悪化により輸入が停止すると、八十年戦争の混乱を避け大陸から逃れてきたプロテスタントを集めて、自国での生産を開始する。
こうした毛織物生産は都市ではなく、各地の農村において行われることが多かった。農村部には余剰労働力が常に存在しており、またイギリスではかなり撤廃が進んでいたものの、都市部においては規制に縛られることがあり自由な生産に障害が発生しやすかったためである。都市にいる問屋が機材を持つ農民に対して原材料を供給し、農民が副業として織物を生産することが多く、こうした生産様式は問屋制家内工業と呼ばれた。一部においてはさらにこれが大規模化し、工場に生産者を集中させて生産を行う、いわゆる工場制手工業（マニュファクチュア）に発展するものも出てきた。こういった農村工業の進展はプロト工業化と呼ばれる。毛織物工業で蓄積された資本は、のちに綿織物工業に利用され、産業革命につながったとされる。初期の綿織物工業にはそれほど大きな設備投資が必要ではなかった。毛織物の担い手であった下級地主階層のジェントリおよび、それ以外にも雑多な職業の人間の参入が分かっている。彼らの多くは蓄積された資本ではなく、借金によって必要な資金を賄ったといわれ、柔軟な資金供給が当時としては問題であったとも言われる。

### 労働力

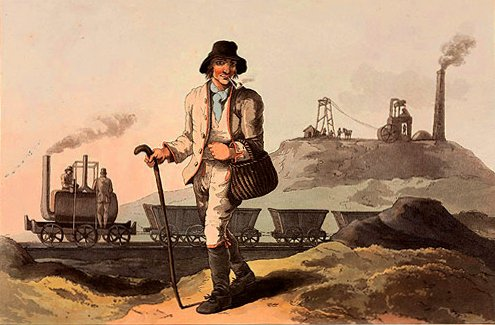
1814年当時の鉱夫

18世紀から19世紀にかけて、西ヨーロッパにおいて一連の農業技術上の改革（イギリスでは特に農業革命と呼ばれる）があった。休耕地をなくしたノーフォーク農法の導入、囲い込みによる集約的土地利用などによって、食料生産が飛躍的に伸びた一方で、中小の農民は自営農から賃金労働者に転落した。しかし、賃金労働者となったものの、従来言われたように職を失い都市部に流入したわけではない。
農業革命による新農法は広い土地を必要としたが、依然耕作のための人手も必要としており、自営農であった者たちは同じ土地でそのまま農業労働者となったと言うのが正しい。むしろ食料生産の増加によってもたらされた人口の増加によって、産業革命に必要な労働力は賄われたといえる。
この人口増加は、イギリスに限らず西ヨーロッパ全域で起こっており、人口革命とも呼ばれる。また、このほかにもアイルランドからの人口流入も労働力需要に応えたが、競争にさらされることとなったプロテスタント系イギリス労働者との間に軋轢を引き起こし、1780年にロンドンで発生した反カトリック暴動の原因にもなった。

### 海外植民地と商業革命
資本の蓄積や人口増加、いずれにせよ、イギリス固有というよりもヨーロッパに共通の事柄であり、現在よく言われるように、産業革命前夜のイギリスとフランスではさしたる差は存在しなかった。むしろ手工業という点ではイギリスよりもヨーロッパ大陸諸国の方が若干発達していたともされる。
フランスで起きなかった産業革命がイギリスで起こった原因は、イギリスにあってフランスになかったもの、つまり広大な海外植民地であった。初期の産業革命で生産された雑工業製品の多くがヨーロッパ外の地域に向けられたことからも産業革命における海外植民地の重要性を見て取ることができる。こうした対外貿易の隆盛によって、イギリス商業革命と呼ばれる急激な商業の成長が起き、イギリスは産業革命に必要な資本の蓄積が可能となった。また、ギルドの廃止など国内商業自体の改革も進んだ。

### 需要と市場保護
インド産キャラコによって綿織物に対する需要が生み出されたが、イギリスから輸出できる生産品は毛織物程度しかなかったうえ、毛織物はインドはじめ温暖な地方においてはほとんど需要がなかったため、18世紀におけるイギリスの貿易収支は常に大幅な貿易赤字となっていた。これを改善するために綿織物の国内生産が進められるようになった。綿織物産業がおもに成立したのはランカシャー地方であり、ここは東部の毛織物工業地帯と西部の麻織物工業地帯に挟まれて両工業の資本やノウハウ、技術が利用可能な地域だった。こうして生産された綿織物や亜麻と綿の混紡（ファスチャン）は品質がよくなかったために輸出用として大西洋三角貿易に回され、市場を得た綿織物工業は徐々に成長していった。各国で成立した絶対王政における常備軍の誕生は大量かつ統一規格の軍服に関する需要を呼び、さらに生活革命により、その他の雑工業製品に対する需要は飛躍的に大きくなった。これにより工業化がもたらす商品生産能力向上を吸収・消費する国内市場が形成された。

### 技術力の向上
産業革命の原動力となった蒸気機関や紡績機などの機械は、多くの部品を正確に制作して組み合わせ、狂いなく動作するように仕上げる技術が必要であり、作成には高度な技術力が求められる。こうした多数の部品を組み合わせ正確に動作させる技術は、時計産業の発達によってもたらされた。時計は多数の部品を正確に組み合わせないと動作しない高度な機械製品であるが、18世紀後半にはジョン・ハリソンのクロノメーターの開発に代表されるように時計制作技術が長足の進歩を遂げており、イギリスをはじめとしてフランスやスイスには時計を分業によって制作できる高度な技術を持った職人集団が成立していた。この機械製鉄技術やシステムはそのまま蒸気機関や紡績機といった黎明期の産業機械製作に応用され、産業革命の技術的基礎となった。

## 進展

### 織機・紡績機の改良

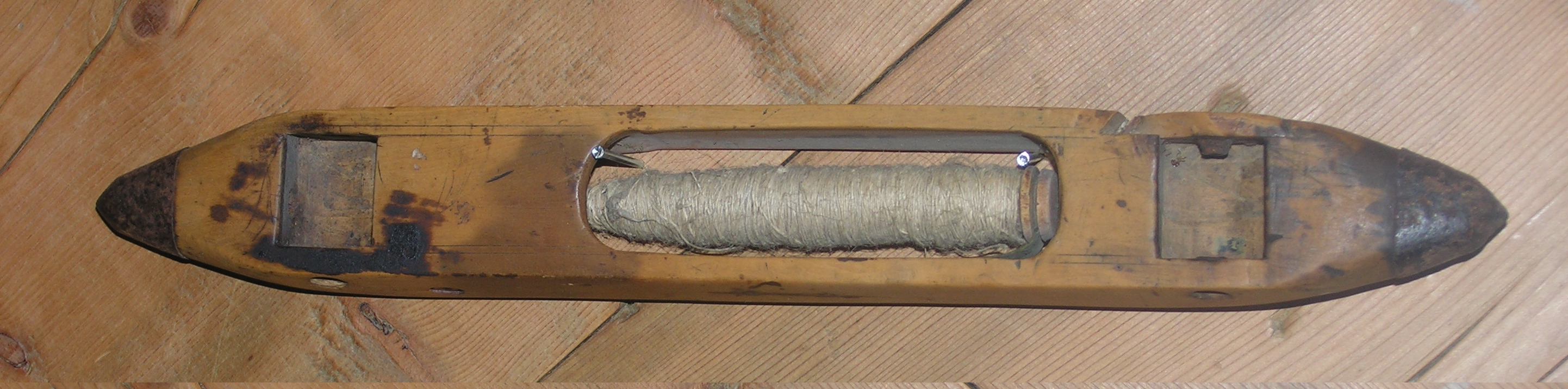
ジョン・ケイが発明した飛び杼。織布の効率を大幅に向上させ、産業革命の開始を告げる重要な発明となった。

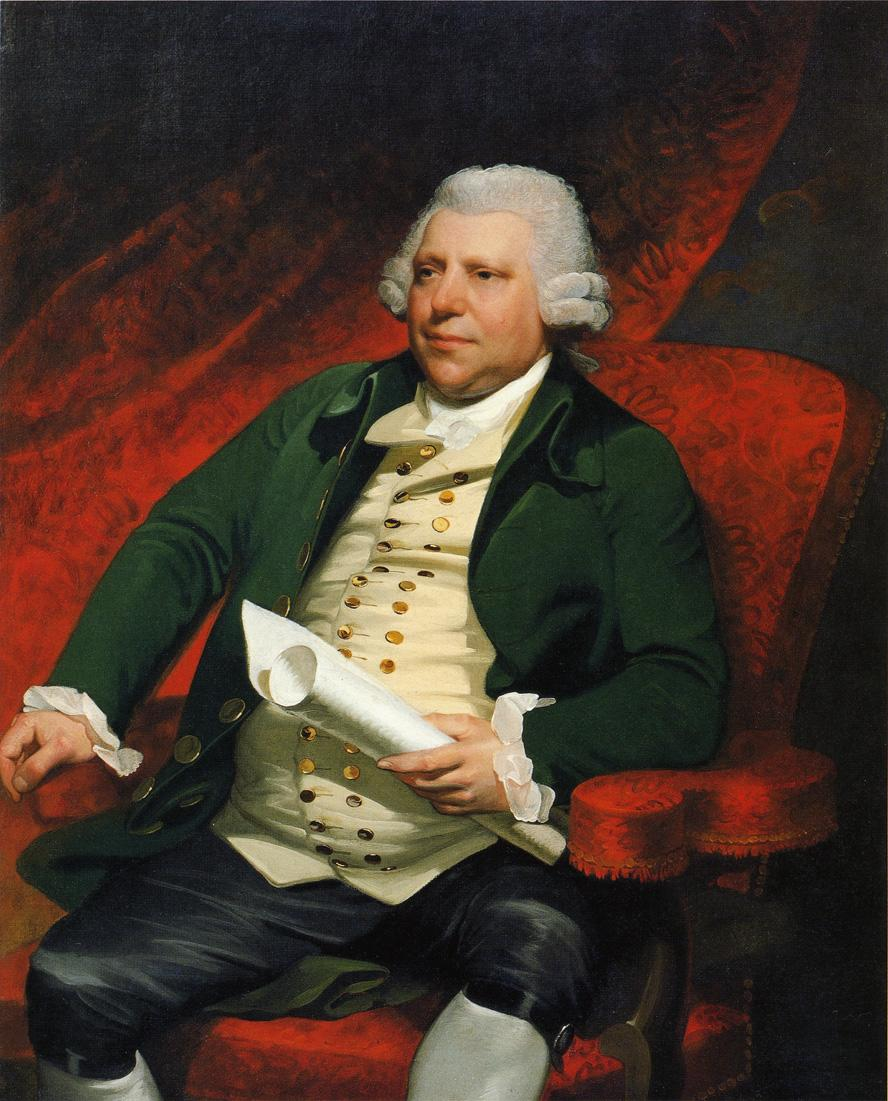
水力紡績機を開発したリチャード・アークライト

イギリス産業革命の原動力となったもののうち、もっとも重要だったのが綿織物工業におけるさまざまな技術革新である。こうした技術革新の端緒となったのは、1733年ジョン・ケイが、織機の一部分であるシャトルを改良した飛び杼を発明したことである。これにより、手で杼を動かす必要がなくなり、織機が高速化された。これは行程のひとつの改善でしかなかったが、これにより綿布生産の速度が向上したために、旧来の糸車を使った紡績では綿糸生産能力が需要に追いつかなくなった。そのため、旺盛な需要に応じるために1764年にジェームズ・ハーグリーブスがジェニー紡績機を発明した。これは、従来の手挽車が1本ずつ糸を取る代わりに、8本の糸を同時につむぐことのできる多軸紡績機であり、のちの改良によってさらに紡げる本数は増えていった。ただしこの段階ではいまだ紡績は人力と熟練に依存していた。ジェニー紡績機は小型であることもあり農村工業地帯に広く普及した。
1770年、リチャード・アークライトが水力紡績機を開発した。綿をローラーで引き延ばしてから撚りをかける機械で、ジェニー紡績機のように小型ではなく、人間の力では動かない大型の機械だったため、動力源に水力が使われた。個人の住宅では使用できないため工場を設け、機械を据えつけて数百人の労働者を働かせて多量の綿糸を造り出すことに成功した。これにより大量生産が可能になり、立地に制約がなくなった。しかし、紡糸作業に熟練した労働者が必要としなくなったため、失業を恐れる労働者や同業者などから妨害を受けた。この発明は、本格的な工場制機械工業の始まりとなった。
そしてこれらの特徴をあわせ持ったサミュエル・クロンプトンのミュール紡績機が1779年に誕生し、綿糸供給が改良される。すなわち、ジェニー紡績機の糸は細いが切れやすく、水力紡績機の糸は丈夫だが太かったため、細くて丈夫な糸をつくろうとして生まれたのがミュール紡績機であった。ミュールとはラバのことで、要するにウマとロバの長所をとったという意味である。
これらの発明によって紡績過程は大幅に改善されたが、織布過程は飛び杼以来目立った改良がなく、生産能力が不足していた。このため、これを受けてエドモンド・カートライトが力織機を1785年に発明し、蒸気機関を動力として用いた。これはその名の通り世界初の動力式の織機であり、これによってさらに生産速度は上がった。原綿の供給においても、1793年にアメリカのイーライ・ホイットニーが綿繰り機を発明したことで梳毛が大幅に改良され、大量の原綿が供給されることとなった。紡績過程においてはミュール紡績機は長らく主力であり続けたが、多くの人々によって常に改良がなされており、1825年にリチャード・ロバーツによって完全に自動化された。
これらのように、問題点の改良が各地で行われた結果として生産性が加速度的に向上することとなった。問題点の解決が生産余剰を生み出す、または前行程の生産増大を促し生産効率を揚げるという相乗効果の中で、イギリスの綿織物の生産は激増し、品質も改良されて全世界に輸出できるものとなっていった。かつてイギリスの綿織物は製品をインドから運んでいたが、その関係は逆転していく。1802年から1803年にはとうとうそれまでイギリスの主力産業であった毛織物の輸出を上回るようになり、綿織物は新たなイギリスの主力産業となっていった。

### 製鉄技術の改良

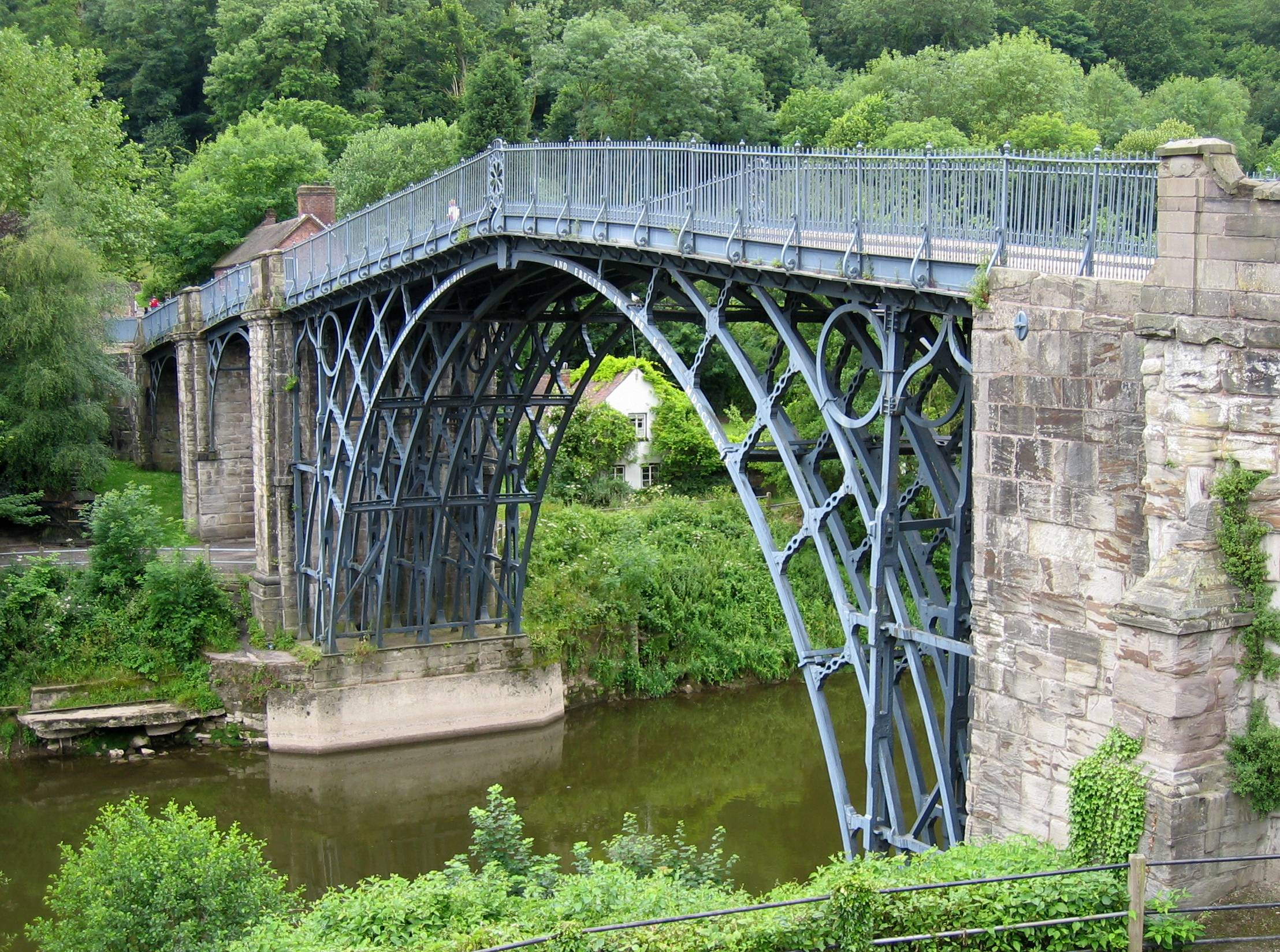
1781年完成のイギリス・シュロップシャーの鉄橋

繊維業と並んでイギリス産業革命の推進役となったのが製鉄業である。こちらは綿織物と比較して経済に影響を及ぼしたのが遅く、第二次産業革命とも称される。イギリスではすでに16世紀ごろから鉄製品に対する需要が高まっていたが、当時は木炭を用いていたため、急速に成長する鉄需要に対応するうちに木材が深刻に不足し、17世紀にはロシアやスウェーデンから鉄を輸入する事態となっていた。木炭不足に対応すべく、一般家庭の燃料にはこのころから石炭が利用されるようになっていた。イギリスには石炭が豊富に存在したためである。しかし石炭に含まれる硫黄分が鉄をもろくしたため、石炭を製鉄に使用する試みはすべて失敗に終わっていた。
18世紀に入り、1709年にエイブラハム・ダービー1世が石炭を蒸し焼きにしたコークスを製鉄に利用するコークス製鉄法が開発されたことで状況は変わったものの、この製鉄法が広く普及するためにはさらに数十年を要した。1735年には彼の息子であるエイブラハム・ダービー2世によってさらに改良が加えられ、1750年ごろからコークス製鉄法はイギリス全土に普及していった。1740年代にはベンジャミン・ハンツマンによってルツボ製鋼法により良質の鋼鉄も作られるようになったが、この鋼鉄は大量生産ができず、鋼鉄を一般的に使用できるようにはできなかった。1760年代にはジョン・スミートンによって高炉用の送風機が改良され、これにワット式蒸気機関を組み合わせることで送風過程はさらに効率がよくなった。ついで1784年にはヘンリー・コートが攪拌精錬法を発明し、これによって良質の錬鉄が大量に生産できるようになった。
このような鉄の需要は、初めのうちは生活革命によって使用されるようになった軽工業製品によって牽引されたが、やがて産業革命が進むにつれて、工業機械や鉄道のためにさらなる鉄が必要となっていった。

### 各種工業の発展

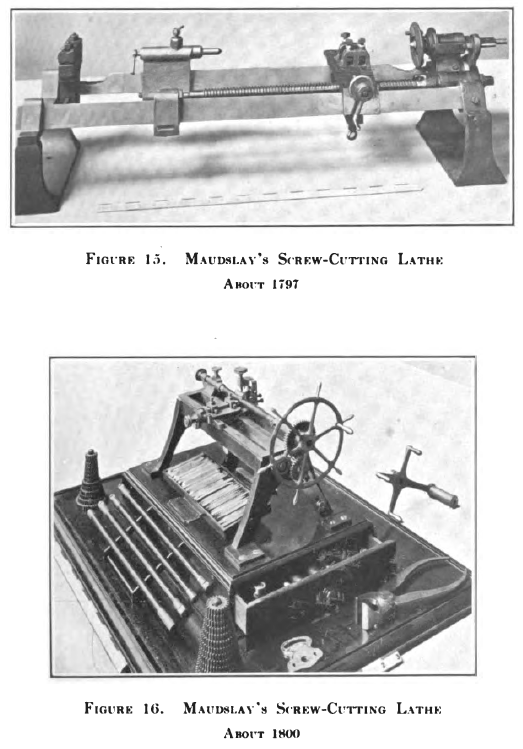
モーズリーのねじ切り旋盤

さまざまな産業機械の発明と発展は、その産業機械を生み出す機械工業を誕生させ、さらに機械を生産するための加工技術も発展を続けた。1774年には製鉄業者であるジョン・ウィルキンソンが中ぐり盤を発明し、これによってシリンダーなどの内面の精度が大きく向上した。この精度の向上によって、後述するワット蒸気機関の作動を保障できるだけの前提が整った。また、1800年にはヘンリー・モーズリーが実用的なねじ切り旋盤を発明したことにより、ねじ山が統一したサイズでねじを生産できるようになり、ボルトとナットが互換性を持った形で量産が可能になった。それまでは対となるボルトとナットは世界にひとつきりのもので、互換性など求めるべくもなかったのである。これによって、ヘンリー・モーズリーは工作機械の父とも呼ばれる。
また、これ以外の産業技術の開発もこの時期に進んだ。1791年にはフランスのニコラ・ルブランがソーダ灰（炭酸ナトリウム）の大量生産法を発明し、このルブラン法によってアルカリを大量に使用するガラス産業などの原料供給のネックが解消され、ガラスの増産が進んだ。製紙業においては、1798年にフランスのルイ＝ニコラ・ロベールが連続型の抄紙機を発明し、1799年にはイギリスのヘンリー・フォードリニアがこれを実用化した。印刷業においては、1800年にイギリスのチャールズ・スタンホープ（スタナップ）が鉄製で手動のスタンホープ（スタナップ）印刷機を発明し、それまでの木製のグーテンベルク印刷機にとってかわった。1811年にはドイツのフリードリヒ・ケーニヒが蒸気式の印刷機を開発し、製紙と印刷の改善によって出版がよりいっそう盛んとなった。建材においては、ジョン・スミートンが1756年頃に水硬性石灰の水硬性の条件を特定したことからセメントの研究が進み、1824年にはジョセフ・アスプディンがポルトランドセメントを発明し、以後セメントは重要な建築材料の地位を占めるようになった。照明においても、1792年にウィリアム・マードックがガス灯を発明し、19世紀初頭にはヨーロッパで普及した。

### 動力源の開発

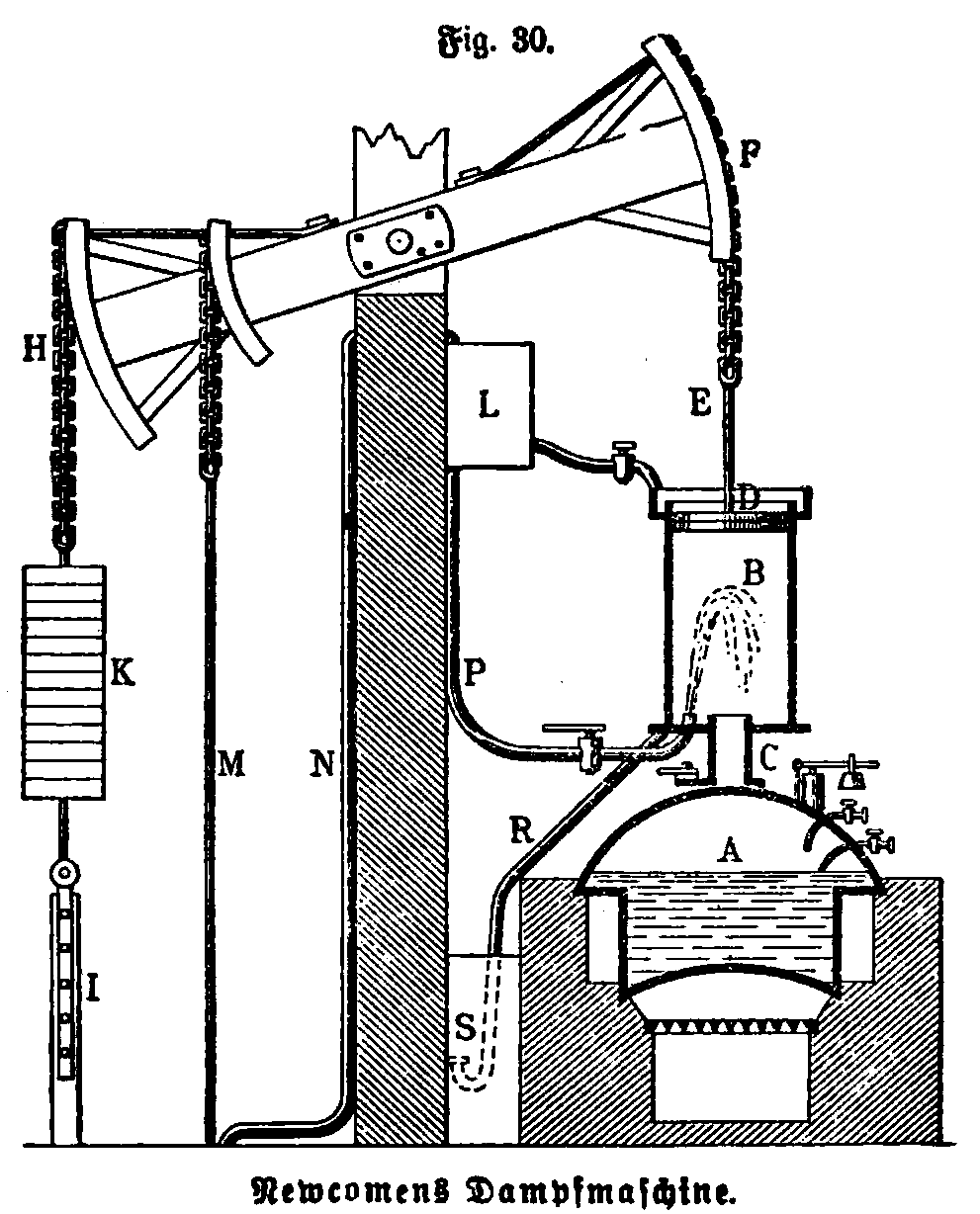
ニューコメンの蒸気機関

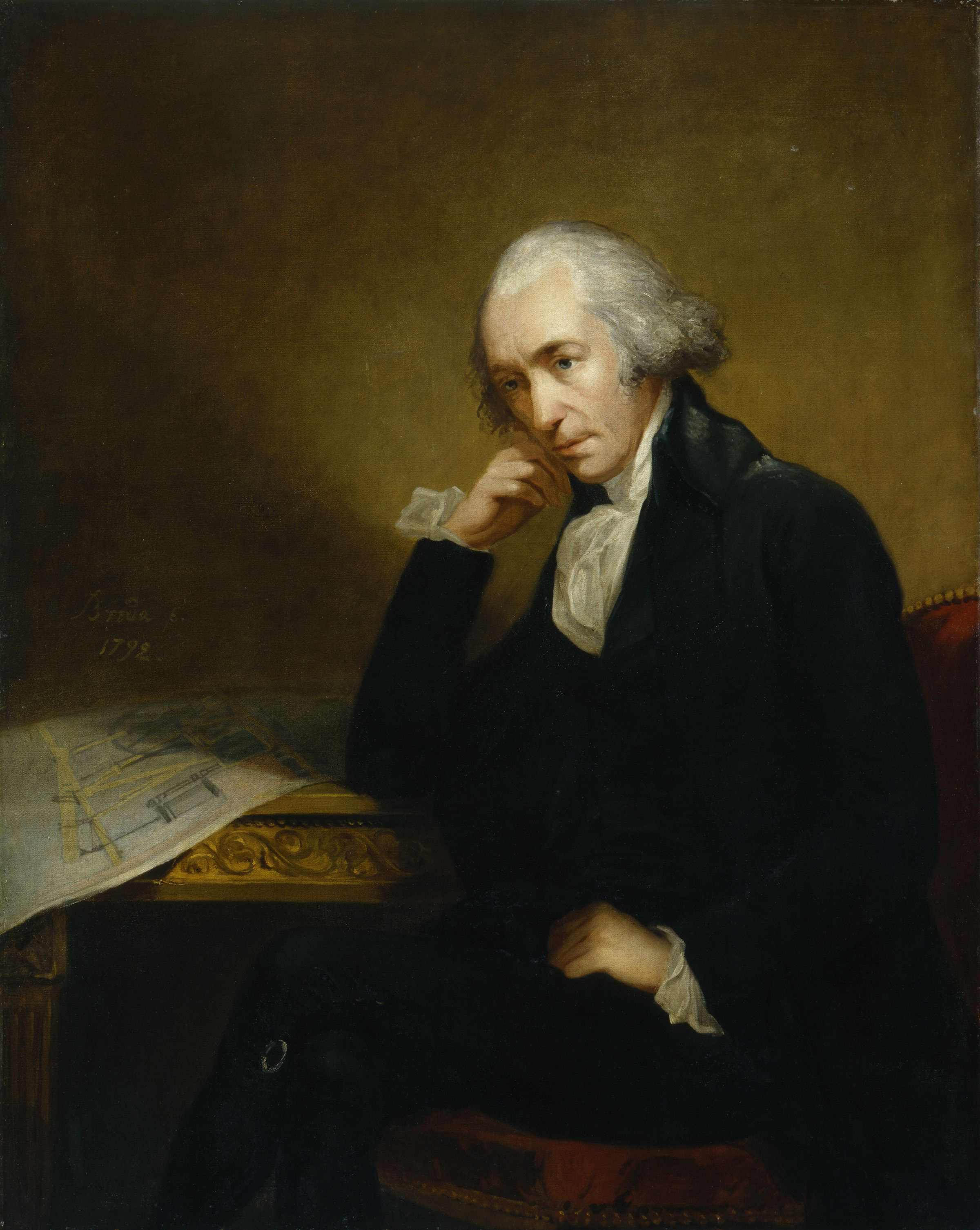
ジェームズ・ワット

木材不足によって、木炭に変わる燃料として石炭の採掘が盛んになると、炭坑に溜まる地下水の処理が問題となった。こうした中、1712年にトーマス・ニューコメンによって蒸気機関を用いた排水ポンプが実用化された。ただしこれは効率の悪いもので、産出された石炭のかなりが蒸気機関の運用に使用されたといわれているが、ともかくもこれによって鉱山の排水は改善され、石炭の生産は増大した。
1765年、ジェームズ・ワットが蒸気機関から復水器を独立させたことで、蒸気機関の能力は著しく増大し、真に動力源として革命的なものとなった。これによりエネルギー効率が大幅に改善され、燃料の75%の節約が可能となったのである。実用化にはしばらく時間を必要としたが、1775年にマシュー・ボールトンの出資を受け、ボールトン・アンド・ワット商会を設立してからは設計は順調に進み、1776年には最初の実用的なワット蒸気機関が完成した。さらにワットは1781年に遊星歯車機構の特許を取り、蒸気機関のエネルギーをピストン運動から円運動へ転換させることに成功した。この蒸気機関の改良によって、蒸気機関は鉱山排水のみならずさまざまな機械に応用されるようになった。それまで工場は水力を利用するために川沿いに建設するほかなかったが、ワットが蒸気機関を改良したことによって、川を離れ都市近郊に工場を建設することが可能となった。これにより新興商工業都市はさらなる成長を遂げるが、一方で過密による住環境の悪化を招くこととなる。ワットは爆発事故を防ぐために蒸気機関を高圧で使用することを禁じていたが、1800年にワットの特許が切れるとリチャード・トレビシックらによってさっそく蒸気機関の高圧化がはかられ、出力を急上昇させた蒸気機関はさらに多くの用途を持つようになった。

### 移動手段の発達

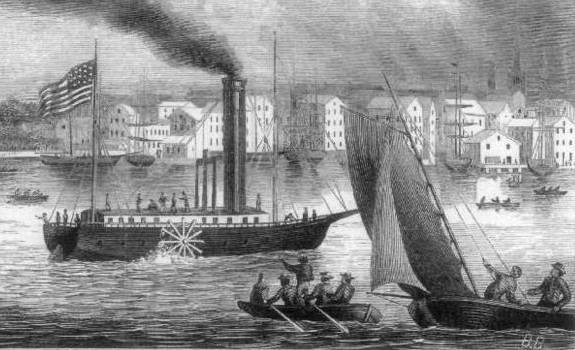
ロバート・フルトンの開発した外輪蒸気船クラーモント号

リバプール・アンド・マンチェスター鉄道の開業記念列車

産業の発展にともない、イギリス国内の輸送手段も徐々に改善されるようになった。最初期の輸送手段改善はおもに運河の建設によってなされた。きっかけは、ブリッジウォーター伯爵フランシス・エジャートンが1761年に建設したブリッジウォーター運河である。この運河はブリッジウォーター公の領地であるワースリー炭鉱と工業都市マンチェスターを結ぶものであり、大成功をおさめ、マンチェスターの石炭価格が半額に下落したうえに経費も大幅に節約できた。この成功は各地に模倣を生み、1760年代から1830年代にかけてはイギリスにおいて運河時代と呼ばれる一時代が現出した。特に1790年代前半には「キャナル・マニア」と呼ばれる運河建設・投資ブームが巻き起こり、急速に運河の建設が進んだ。この運河網の発達は安定した大量輸送を各地で確保し、産業革命を推進する大きな力のひとつとなった。また、陸路に頼らざるを得ない鉱山などにおいては、17世紀初頭から木製の線路を敷設しその上にトロッコや貨車を走らせることが行われていたが、これも18世紀後半にはレールが鋳鉄製となり、多くの鉱山で使用されるようになっていた。また、1816年にはジョン・マカダムによっていわゆるマカダム舗装が実用化され、道路は大きく改良された。
しかしこの時点においてはいまだ、交通機関そのものに対する抜本的な改良はなされていなかった。しかし蒸気機関が改良されるとともに、蒸気機関を輸送手段に使用する試みがなされるようになっていった。こうした試みのうち、もっとも早く実用化がなされたのは蒸気船であり、1807年にロバート・フルトンによって河川航行が可能な外輪船が実用化された。外輪船は荒波に弱かったために外洋航行には使用できなかったが、1830年代には改良された外輪船が外洋航行を行うようになる。しかし本格的に蒸気船が使用され始めるのは、1840年代により高速を得られ安定性も高いスクリュープロペラが開発されるまでかかった。また、産業革命期は帆船の改良も進められており、快速帆船（クリッパー）と呼ばれる高速の帆船が登場し帆船が全盛期を迎えるのは、イギリスで産業革命が終わったあとの1850年代以降のことになる。このため、蒸気船が帆船にこの時期とってかわったわけではないことには注意が必要である。
また1804年にはリチャード・トレビシックにより軌道の上を走る蒸気機関車が発明された。この蒸気機関車は実用的なものではなかったが、その後、蒸気機関車はジョージ・スチーブンソンらによって改良され、1825年には世界最初の商用鉄道であるストックトン・アンド・ダーリントン鉄道が開通した。さらに蒸気機関車の改良は進められ、1829年にロバート・スチーブンソンの設計したロケット号によって基本的な機構が完成された。翌1830年のリバプール・アンド・マンチェスター鉄道の開業によって、蒸気機関車とそれの走る鉄道というシステムが完成した。蒸気船の普及に時間がかかったのとは対照的に、線路と汽車の初期費用以外全てにおいて同業他社である馬車に勝っていた鉄道は急速に広まった。ベルギー、アメリカに先を越されながらも1830年代後半になるとすでに鉄道網の整備が進み始めており、1850年までには6,000マイルの鉄道が開通した。また、鉄道は時をおかずして諸国にも伝わり、1830年代にはすでにアメリカ・フランス・ドイツ、さらにはロシアなどにおいても鉄道が開通し、1850年ごろにはこれらの国でもかなりの長さの鉄道網が開通していた。これらの移動手段の発達は「交通革命」と呼ばれる。イギリスにおいては鉄道は産業革命の原動力ではなくひとつの結実であり、イギリスは鉄道なしで産業革命を成し遂げた唯一の国家となった。後発諸国の産業革命・工業化においては、鉄道の敷設は前提条件となった。

## 社会変化と影響
産業革命は1760年代から1830年代までに及ぶ非常に長くゆるやかな変化であったが、産業革命以前と以後において社会の姿は激変していた。農民の比率は減少し商工業従事者が激増したが、中でも鉱工業に従事する労働者の数が大幅に増えた。工業の比率が高まるとともに都市には多くの労働者が集住するようになり、都市化はこのころから徐々に進むようになった。生産システムも、それまでの家内制手工業から工場制手工業（マニュファクチュア 英: manufacture）に代わり、都市に大規模な工場を建設して機械により生産を行う、いわゆる工場制機械工業の割合が増加していった。ただし、イギリスにおいても工場制機械工業は1830年代を過ぎるまでは工業生産の主流とはいえず、手工業が各地に残存していたことは特筆されるべきである。また、この流れの中で工業に従事する者の中でも階層分化が起き、工場を所持する産業資本家層と、その工場で働く労働者層が成立した。
産業革命の進展と、それによる工業生産の増大は工場を所持する産業資本家の勢力の増大をもたらし、参政権を求める声も高まっていった。この動きは1832年にホイッグ党のグレイ内閣が、人口の極端に少ない、いわゆる「腐敗選挙区」を廃止するとともにブルジョワ層に選挙権を拡大することにつながった。こうした動きの中で産業資本家層は旧来からの地主貴族層と結合を深め支配層の仲間入りを果たすが、一方で労働者層の不満も非常に高まっていた。労働者の生活水準は非常に低いものであり、また鉱山や工場においては児童労働などの問題も深刻だった。1811年から1812年にかけてのラッダイト運動などの抗議を繰り返すようになった。この資本家と労働者の対立は、産業化が進むにつれてより一層深刻となり、以後の世界政治の重要な底流のひとつとなった。
イギリスの工業生産は最盛期の1820年代には一国で世界の工業生産の半分（50%）を占めるようになり、以後1870年代にいたるまでイギリスは世界最大の工業国でありつづけ、「世界の工場」と呼ばれるようになった。
産業革命期の生活水準については、常に論争の種となってきた。特に都市部においては都市開発技術の発展や衛生観念の発展などが人口増加に追いつかず、賃金レベルも低く、産業革命以前と比べて生活レベルが下がったという見解がある一方、輸送コストの低減や特に綿織物の価格の低落による衣料事情の改善などがそれをかなりの部分相殺したという見解もある。
当時の状況に関しては、 食の安全の歴史やブロード・ストリートのコレラの大発生を参照。

## イギリス以外への伝播
イギリスで産業革命がほぼ完了する1830年代に入ると、イギリス以外の国々（欧米国家及び幕末から明治初期の日本）にも産業革命が伝播するようになった。まず最初に産業革命が伝播したのはベルギーで、1830年の独立とほぼ同時に産業革命が開始されている。ベルギーが産業革命の先陣を切った理由は、南部のワロニア地域に豊富な鉄鉱石と石炭の埋蔵があったことや、欧州の中央に位置し交通の便に恵まれていたことなどによる。ついで、ほぼ同時期に、7月王政期に入ったフランスと、米英戦争（1812年 -1814年）後にイギリスからの経済的自立が深まり、さらに西部の開拓が急速に進みつつあるアメリカでも産業革命が始まった。
イギリスとそれ以外の国々の産業革命における最大の差異は、鉄道の有無である。1825年に実用化された蒸気機関車式の鉄道は、瞬く間にヨーロッパやアメリカ諸国へと伝播し、輸送システムを一変させた。また、こうした後発諸国は先行するイギリスの技術や社会システムを取り入れて発展することができたため、より急速な成長が可能となった。ただしこれら諸国の産業革命のスピードは各国によってまちまちであり、たとえばフランスにおいては産業革命の進展は緩やかなものであり、急速に進展を始めるのはナポレオン3世による第二帝政を待たねばならなかった。
こうした先発諸国に対し、1834年のドイツ関税同盟成立によって広大な共通市場を得たドイツ諸邦が、1840年代から産業革命を開始した。その後、19世紀後半にはイタリアやロシア、そしてスウェーデンなどの北欧諸国が、さらにアジアにおいてはそれまで世界最大の経済大国だった中国とインドはイギリスとの戦争で敗戦して工業化にも失敗し、唯一日本が産業革命を成功させ、工業化社会を築き上げていった。イギリス産業革命がほぼ民間資本のみによって「下から」達成されたのに対し、これら後発諸国の多くにおいては政府が積極的に工業の育成に取り組み、いわゆる「上からの」産業革命が推進されていった。工業化を成功化させた国々と、工業化がなされない国や工業化を成功させた国の植民地との国力差は、産業革命以前と比べて非常に大きなものとなった。